# Attagenus incertus
Attagenus incertus es una especie de coleóptero de la familia Dermestidae.

## Distribución geográfica
Habita en Argelia, Egipto, Marruecos y  Túnez.